# West Side Story (film, 2021)
West Side Story är en amerikansk musikalfilm från 2021, regisserad av Steven Spielberg med manus av Tony Kushner. Den är en nyinspelning av filmen med samma namn från 1961, men är mer trogen den ursprungliga musikalen från 1957.
Filmen hade premiär i Sverige den 10 december 2021, utgiven av Walt Disney Studios Motion Pictures.

## Rollista (i urval)
- Ansel Elgort – Tony
- Rachel Zegler[5] – María
- Ariana DeBose[6] – Anita
- David Alvarez – Bernardo
- Mike Faist – Riff
- Rita Moreno – Valentina
- Brian d'Arcy James – Officer Krupke
- Corey Stoll – Lieutenant Schrank
- Josh Andrés Rivera – Chino
- Iris Menas – Anybodys

## Skillnader mot tidigare filmatisering
I filmen är det mer tydligt jämfört med tidigare film att handlingen rör sig kring ett rivningshotat slumområde i New Yorks West Side. Gentrifieringen har nått fram, och en tidigare vit/europeisk befolkning har mer och mer ersatts av människor från Puerto Rico. Gatubilden domineras av affärsskyltar på spanska. Alla spansktalande roller spelas av skådespelare med latinamerikansk bakgrund. En del av dialogen sker på spanska, och den översätts heller inte till svenska. Några sångnummer har flyttats, t.ex. Cool framförs nu före det stora slagsmålet.

## Kritik
| ”                                                    | I slutändan är det ändå en charmig och vacker musikal och när det glimrar till - framför allt i de stora dansscenerna - är det musikalfilm i sitt esse | „ |
| – Julia Finnsjö, Svenska Dagbladet, 10 december 2021 | |   |